# Aristida guayllabambensis
Aristida guayllabambensis är en gräsart som beskrevs av Simon Laegaard. Aristida guayllabambensis ingår i släktet Aristida och familjen gräs. IUCN kategoriserar arten globalt som sårbar.
Artens utbredningsområde är Ecuador. Inga underarter finns listade i Catalogue of Life.